# Fruwająca lalka
Fruwająca lalka – album wydany przez instrumentalistę Władysława Komendarka w 1991 roku. Wytwórnią była Intersonus.

## Lista utworów
1. "Nadchodzące zagrożenie" – 9:41
2. "Hymn nieznanych istot" – 5:50
3. "Odrodzenie" – 4:25
4. "Rodzinny supeł" – 3:27
5. "Fruwająca lalka" – 3:32
6. "Ostatnia droga" – 4:10
7. "Piramida" – 8:42
8. "W.Z." – 5:52
9. "Czwarty test" – 5:48
10. "Modlitwa" – 4:03
11. "Anielski lot" – 5:18